# Ellicottville (pueblo)
Ellicottville es un pueblo ubicado en el condado de Cattaraugus en el estado estadounidense de Nueva York. En el año 2000 tenía una población de 1.738 habitantes y una densidad poblacional de 14.9 personas por km².

## Demografía
Según la Oficina del Censo en 2000 los ingresos medios por hogar en la localidad eran de $43,571, y los ingresos medios por familia eran $50,813. Los hombres tenían unos ingresos medios de $40,000 frente a los $21,818 para las mujeres. La renta per cápita para la localidad era de $23,291. Alrededor del 7.7% de la población estaban por debajo del umbral de pobreza.